# 下奎府町
下奎府町為臺灣日治時期臺北市之行政區，共分一～四丁目，因為位於平埔原住民族奎府聚社南方而得名。該町因為位於大稻埕商區，自日治時代其商賈雲集。戰後劃入建成區，約為今日臺北市大同區萬全街，歸綏街，太原路，承德路附近。得名於紅葉橋的「紅葉橋通」（今南京西路）通過該町。

## 町內設施
- 下奎府町郵便局（一丁目，1926年開局，初代局長 小野岐[1]，後改名台北圓環郵局台北11支局, 今搬遷至大同區重慶北路二段15號）
- 蓬萊公學校（一丁目，現蓬萊國小）
- 日新公學校（二丁目，現日新國小）
- 下奎府町兒童遊園地（三丁目，現建成公園）

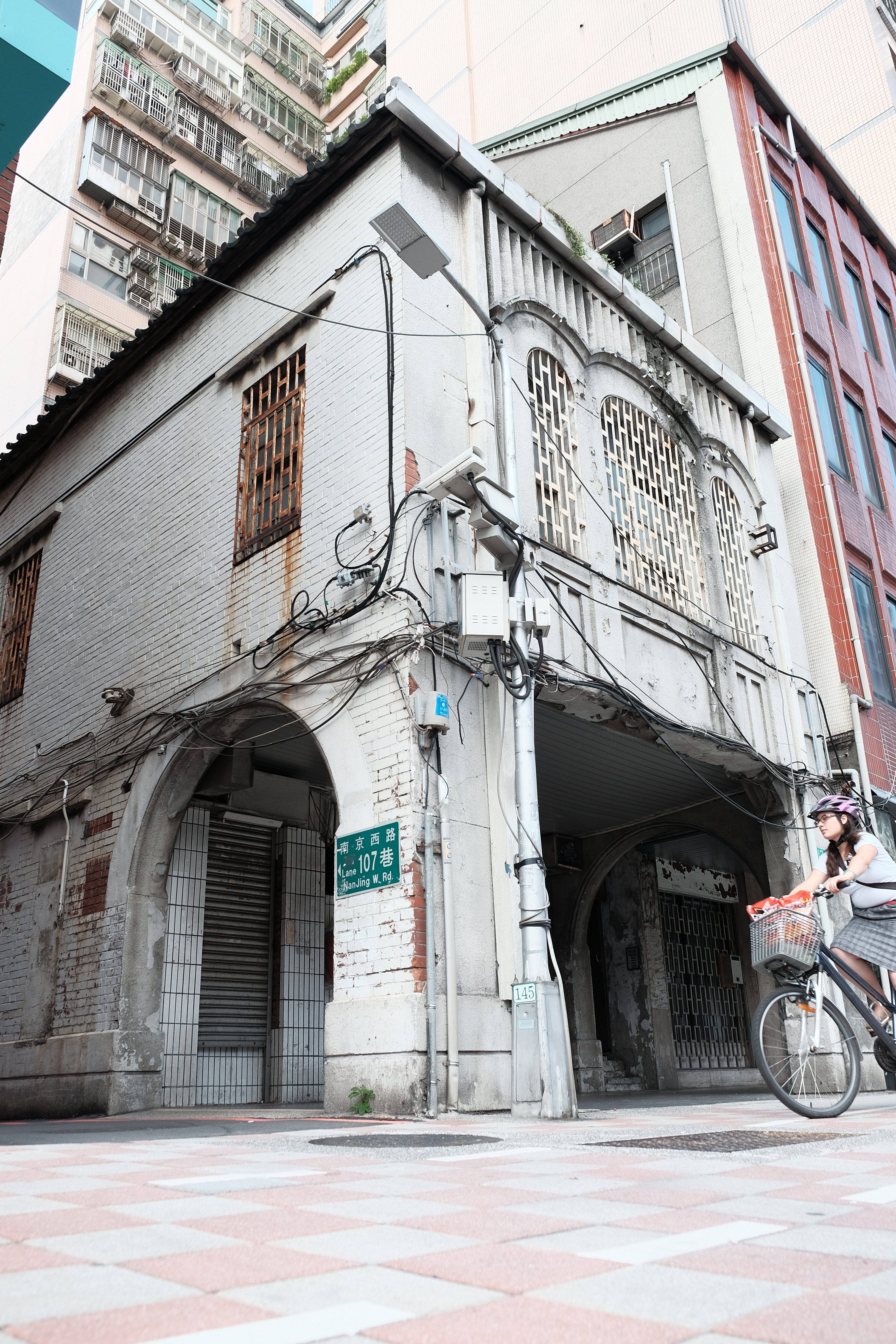
下奎府町郵便局
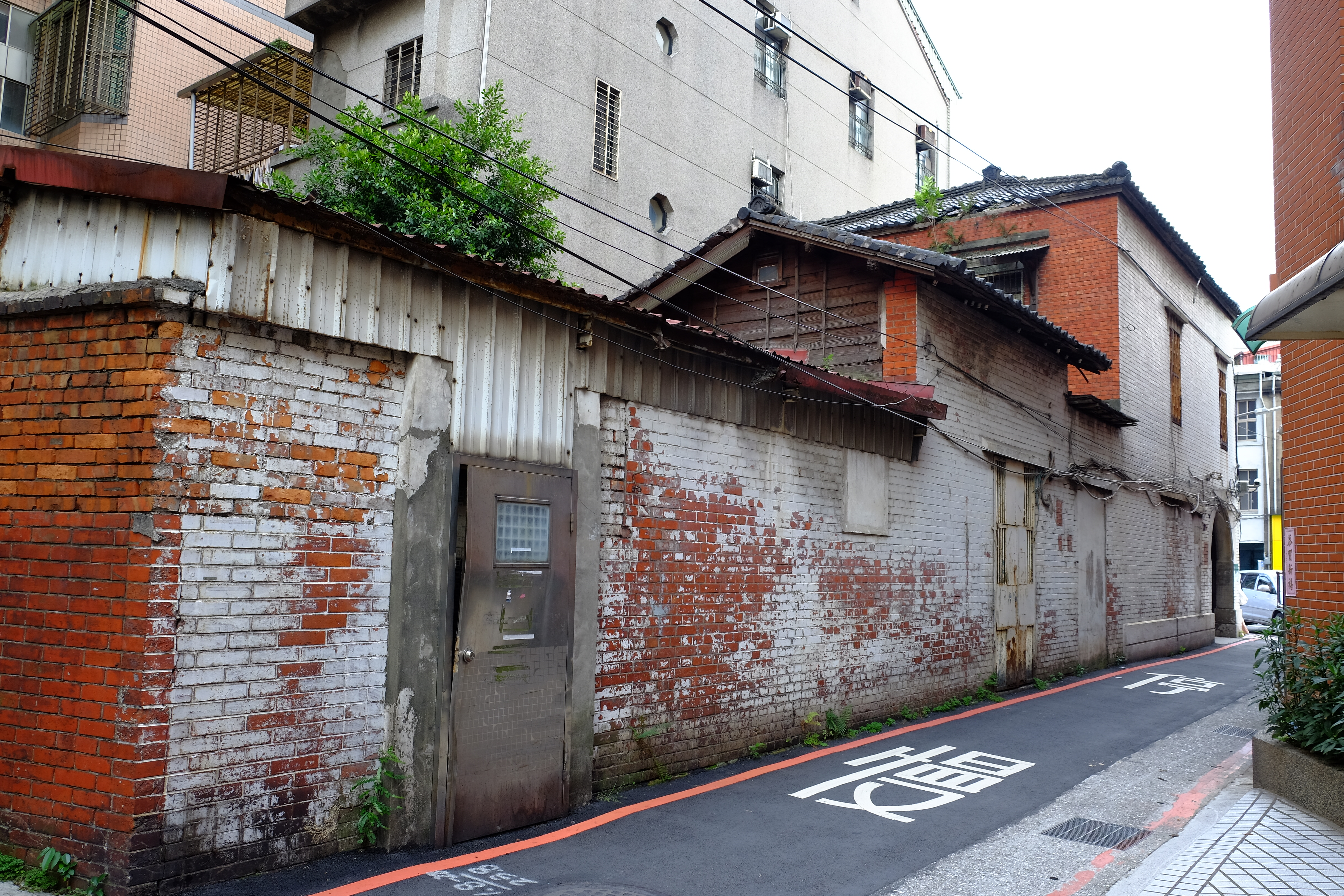
下奎府町郵便局後側